# Chlorospingus ophthalmicus
Chlorospingus ophthalmicus là một loài chim trong họ Emberizidae.